# Старі Вирки
Старі́ Ви́рки — село в Україні, у Білопільській міській громаді Сумського району Сумської області. Населення становить 198 осіб. До 2018 орган місцевого самоврядування - Нововирківська сільська рада.

## Географія
Село Старі Вирки розташоване на лівому березі річки Вир, вище за течією на відстані 1.5 км розташоване місто Ворожба, нижче за течією примикає село Нові Вирки.
Річка у цьому місці звивиста, утворює лимани, стариці та заболочені озера.
Через село пролягає залізниця, найближча станція Ворожба (7 км).

## Фауна
У річці Вир біля села живуть червонокнижні тварини - хохулі руські.

## Економіка
- Молочно-товарна ферма.

## Історія
- На південному сході села віднайдено поселення бронзової та ранньої залізної доби.
- За даними на 1862 рік у казеному селі Путивльського повіту Курської губернії мешкало 657 осіб (328 чоловіків та 329 жінок), налічувалось 60 дворових господарств[2].
- Станом на 1880 рік у колишньому державному селі Глушецької волості мешкало 734 осіб, налічувалось 118 дворових господарств, існувало 11 вітряних млинів[3].
- Село постраждало внаслідок геноциду українського народу, проведеного урядом СССР 1923–1933 та 1946–1947 роках.
- 12 червня 2020 року, відповідно до розпорядження Кабінету Міністрів України № 723-р «Про визначення адміністративних центрів та затвердження територій територіальних громад Сумської області», село увійшло до складу Білопільської міської громади[4].
- 19 липня 2020 року, в результаті адміністративно-територіальної реформи та ліквідації Білопільського району, село увійшло до складу новоутвореного Сумського району[5].

#### Російське вторгнення в Україну (з 2022)
- 16 липня 2024 року російські війська обстріляли село. Зафіксовано 2 вибухи, ймовірно ФПВ-дрон[6].
- 27 серпня 2024 року оперативне командування «Північ» інформує про обстріли села. Зафіксовано 2 обстріли: 4 вибухи, ймовірно міномет 120 мм[7].

## Населення

### Мова
Розподіл населення за рідною мовою за даними :
| Мова       | Кількість | Відсоток |
| ---------- | --------- | -------- |
| російська  | 112       | 56.57%   |
| українська | 81        | 40.91%   |
| вірменська | 5         | 2.52%    |
| Усього     | 198       | 100%     |

## Відомі люди
- Терлецький Михайло Іванович — заслужений лікар Української РСР, хірург. Депутат Верховної Ради УРСР 3—4-го скликань.
- Титов Віталій Миколайович — український радянський діяч.